# مهرجان بغداد السينمائي الدولي
مهرجان بغداد السينمائي الدولي هو أول مهرجان سينمائي دولي في العراق، يعقد في مدينة بغداد، يرجع تأسيسه إلى سنة 2005 مع تأسيس جمعية سينمائيون عراقيون بلا حدود.  وقد افتتح للمرة الأولى في عام 2005. 

## تاريخ المهرجان
انطلقت الدورة الأولى من المهرجان في بغداد في عام 2005 في فندق المنصور بتنظيم جمعية سينمائيون عراقيون بلا حدود. وأقيمت دورته الثانية العام 2007 التي شهدت مشاركة محدودة نظراً للأوضاع الأمنية المتردية التي كانت تشهدها البلاد آنذاك. وأقيمت دورته الثالثة عام 2011.
اقيمت الدورة الثامنة في عام 2016 في قاعة المسرح الوطني وهي اخر دورة للمهرجان حيث توقف لاسباب مالية وادارية.

## أهدافه
يميل المهرجان إلى دعم سينما جديدة في العراق،تراعي للتعددية الثقافية، مع تركيزها على قيم الحرية والديمقراطية وحقوق الإنسان والعدالة.

## المشاركة
عالمية ومفتوحة للجميع، بإستثناء قسم، مسابقة الأفلام العراقية.

## أقسام المسابقات
- الأفلام الروائية الطويلة.

- الأفلام القصيرة.

- الأفلام الوثائقية.

- مسابقة آفاق جديدة.

- مسابقة المخرجين-المرأة العربية .

- مسابقة الصور الإنسانية.

- مسابقة الأفلام العراقية(خاص بالعراقيين).[3]

## الجوائز
- الجائزة الأولى.

- الجائزة الثانية.

- جائزة لجنة التحكيم الخاصة.